# Première circonscription du Jura
La première circonscription du Jura est l'une des trois circonscriptions législatives françaises que compte le département du Jura (39) situé en région Franche-Comté.

## Description géographique et démographique

### De 1958 à 1988
Le département avait deux circonscriptions.
La première circonscription du Jura était composée de :
- canton d'Arinthod
- canton de Beaufort-du-Jura
- canton de Bletterans
- canton des Bouchoux
- canton de Clairvaux-les-Lacs
- canton de Conliège
- canton de Lons-le-Saunier
- canton de Moirans-en-Montagne
- canton de Morez
- canton d'Orgelet
- canton de Saint-Amour
- Saint-Claude
- canton de Saint-Julien
- canton de Saint-Laurent-en-Grandvaux
- canton de Sellières
- canton de Voiteur

Source : Journal Officiel du 14-15 Octobre 1958.

### Depuis 1988
La première circonscription du Jura est délimitée par le découpage électoral de la loi no 86-1197 du 24 novembre 1986
, elle regroupe les divisions administratives suivantes : 
- canton d'Arinthod
- canton de Beaufort-du-Jura
- canton de Bletterans
- canton de Chaumergy
- canton de Conliège
- canton de Lons-le-Saunier-Nord
- canton de Lons-le-Saunier-Sud
- canton d'Orgelet
- canton de Poligny
- canton de Saint-Amour
- canton de Saint-Julien
- canton de Sellières
- canton de Voiteur

D'après le recensement général de la population en 1999, réalisé par l'Institut national de la statistique et des études économiques (INSEE), la population totale de cette circonscription est estimée à 82 348 habitants,.

## Historique des députations
| Législature | Début de mandat | Fin de mandat  | Député             | Parti politique | Observations                                                                          |
| ----------- | --------------- | -------------- | ------------------ | --------------- | ------------------------------------------------------------------------------------- |
| IXe         | 23 juin 1988    | 1er avril 1993 | Alain Brune        | PS              |                                                                                       |
| Xe          | 2 avril 1993    | 21 avril 1997  | Jacques Pélissard, | RPR,            | Mandat écourté à la suite d'une dissolution parlementaire décidée par Jacques Chirac. |
| XIe         | 12 juin 1997    | 18 juin 2002   | Jacques Pélissard, | RPR,            |                                                                                       |
| XIIe        | 19 juin 2002    | 19 juin 2007   | Jacques Pélissard, | UMP,            |                                                                                       |
| XIIIe       | 20 juin 2007    | 19 juin 2012   | Jacques Pélissard  | UMP             |                                                                                       |
| XIVe        | 20 juin 2012    | 20 juin 2017   | Jacques Pélissard  | LR              |                                                                                       |
| XVe         | 21 juin 2017    | 21 juin 2022   | Danielle Brulebois | LREM            |                                                                                       |

## Historique des élections

### Élections de 1958
| Candidat       | Candidat               | Parti          | Premier tour | Premier tour | Second tour | Second tour |  |
| Candidat       | Candidat               | Parti          | Voix         | %            | Voix        | %           |  |
| -------------- | ---------------------- | -------------- | ------------ | ------------ | ----------- | ----------- |  |
|                | Edgar Faure            | Radcent        | 19 637       | 37,22        | 23 360      | 41,78       |  |
|                | Louis Jaillon élu      | MRP            | 19 407       | 36,78        | 28 137      | 50,32       |  |
|                | Jean Pernier           | PCF            | 5 377        | 10,19        | 4 420       | 7,9         |  |
|                | Jean-Maurice Démarquet | Extrême droite | 4 882        | 9,25         | Retrait     | Retrait     |  |
|                | Maurice Kocher         | SFIO           | 3 461        | 6,56         | Retrait     | Retrait     |  |
|                |                        |                |              |              |             |             |  |
| Inscrits       | Inscrits               | Inscrits       | 70 964       | 100,00       | 70 945      | 100,00      |  |
| Abstentions    | Abstentions            | Abstentions    | 17 193       | 24,23        | 14 293      | 20,15       |  |
| Votants        | Votants                | Votants        | 53 771       | 75,77        | 56 652      | 79,85       |  |
| Blancs et nuls | Blancs et nuls         | Blancs et nuls | 1 007        | 1,87         | 735         | 1,3         |  |
| Exprimés       | Exprimés               | Exprimés       | 52 764       | 98,13        | 55 917      | 98,7        |  |

Le suppléant de Louis Jaillon était Marcel Mégard, expert comptable, ancien premier adjoint au maire de Lons-le-Saunier.

### Élections de 1962
| Candidat       | Candidat                    | Parti          | Premier tour | Premier tour | Second tour | Second tour |  |
| Candidat       | Candidat                    | Parti          | Voix         | %            | Voix        | %           |  |
| -------------- | --------------------------- | -------------- | ------------ | ------------ | ----------- | ----------- |  |
|                | Louis Jaillon sortant réélu | MRP            | 18 662       | 43,97        | 23 800      | 51,43       |  |
|                | Paul Liochon                | UNR-UDT        | 10 606       | 24,99        | 11 407      | 24,65       |  |
|                | Roger Jannet                | PCF            | 6 753        | 15,91        | 11 072      | 23,92       |  |
|                | Charles Daloz               | SFIO           | 3 711        | 8,74         | Retrait     | Retrait     |  |
|                | Jean Pétiard                | PSU            | 2 708        | 6,38         | Retrait     | Retrait     |  |
|                |                             |                |              |              |             |             |  |
| Inscrits       | Inscrits                    | Inscrits       | 70 627       | 100,00       | 70 613      | 100,00      |  |
| Abstentions    | Abstentions                 | Abstentions    | 26 675       | 37,77        | 22 920      | 32,46       |  |
| Votants        | Votants                     | Votants        | 43 952       | 62,23        | 47 693      | 67,54       |  |
| Blancs et nuls | Blancs et nuls              | Blancs et nuls | 1 512        | 3,44         | 1 414       | 2,96        |  |
| Exprimés       | Exprimés                    | Exprimés       | 42 440       | 96,56        | 46 279      | 97,04       |  |

Le suppléant de Louis Jaillon était Marcel Mégard.

### Élections de 1967
| Candidat       | Candidat              | Parti          | Premier tour | Premier tour | Second tour | Second tour |  |
| Candidat       | Candidat              | Parti          | Voix         | %            | Voix        | %           |  |
| -------------- | --------------------- | -------------- | ------------ | ------------ | ----------- | ----------- |  |
|                | René Feït élu         | RI             | 21 901       | 40,75        | 24 953      | 44,72       |  |
|                | Louis Jaillon sortant | CD (PDM)       | 14 935       | 27,79        | 17 590      | 31,52       |  |
|                | Henri Auger           | PCF            | 8 469        | 15,76        | 13 259      | 23,76       |  |
|                | Jean Ponard           | FGDS (SFIO)    | 6 174        | 11,49        |             |             |  |
|                | Jean Pétiard          | PSU            | 2 263        | 4,21         |             |             |  |
|                |                       |                |              |              |             |             |  |
| Inscrits       | Inscrits              | Inscrits       | 71 281       | 100,00       | 71 277      | 100,00      |  |
| Abstentions    | Abstentions           | Abstentions    | 16 350       | 22,94        | 14 577      | 20,45       |  |
| Votants        | Votants               | Votants        | 54 931       | 77,06        | 56 700      | 79,55       |  |
| Blancs et nuls | Blancs et nuls        | Blancs et nuls | 1 189        | 2,16         | 898         | 1,58        |  |
| Exprimés       | Exprimés              | Exprimés       | 53 742       | 97,84        | 55 802      | 98,42       |  |

Le suppléant de René Feït était Gilbert Bouvet, conseiller général, maire de Saint-Laurent-en-Grandvaux.

### Élections de 1968
| Candidat       | Candidat                | Parti          | Premier tour | Premier tour | Second tour | Second tour |  |
| Candidat       | Candidat                | Parti          | Voix         | %            | Voix        | %           |  |
| -------------- | ----------------------- | -------------- | ------------ | ------------ | ----------- | ----------- |  |
|                | René Feït sortant réélu | RI (UDR)       | 23 212       | 42,68        | 25 346      | 46,12       |  |
|                | Louis Jaillon           | CD (PDM)       | 17 635       | 32,43        | 22 780      | 41,46       |  |
|                | Henri Auger             | PCF            | 8 116        | 14,92        | 6 825       | 12,42       |  |
|                | Jean Ponard             | FGDS (SFIO)    | 5 421        | 9,97         |             |             |  |
|                |                         |                |              |              |             |             |  |
| Inscrits       | Inscrits                | Inscrits       | 71 115       | 100,00       | 71 106      | 100,00      |  |
| Abstentions    | Abstentions             | Abstentions    | 15 316       | 21,54        | 15 418      | 21,68       |  |
| Votants        | Votants                 | Votants        | 55 799       | 78,46        | 55 688      | 78,32       |  |
| Blancs et nuls | Blancs et nuls          | Blancs et nuls | 1 415        | 2,54         | 737         | 1,32        |  |
| Exprimés       | Exprimés                | Exprimés       | 54 384       | 97,46        | 54 951      | 98,68       |  |

Le suppléant de René Feït était Gilbert Bouvet.

### Élections de 1973
| Candidat       | Candidat                    | Parti          | Premier tour | Premier tour | Second tour | Second tour |  |
| Candidat       | Candidat                    | Parti          | Voix         | %            | Voix        | %           |  |
| -------------- | --------------------------- | -------------- | ------------ | ------------ | ----------- | ----------- |  |
|                | René Feït sortant réélu     | RI (UDR)       | 17 473       | 31,14        | 24 904      | 41,94       |  |
|                | Louis Jaillon               | CD (MR)        | 12 499       | 22,28        | 9 913       | 16,69       |  |
|                | René Colin                  | PS (UGSD)      | 9 933        | 17,7         | 24 568      | 41,37       |  |
|                | Henri Auger                 | PCF            | 8 684        | 15,48        | Retrait     | Retrait     |  |
|                | Jean Vincent                | Divers droite  | 3 260        | 5,81         |             |             |  |
|                | Gaston Bourgeois-République | Divers         | 2 140        | 3,81         |             |             |  |
|                | Jean Pétiard                | PSU            | 2 119        | 3,78         |             |             |  |
|                |                             |                |              |              |             |             |  |
| Inscrits       | Inscrits                    | Inscrits       | 73 380       | 100,00       | 73 268      | 100,00      |  |
| Abstentions    | Abstentions                 | Abstentions    | 16 052       | 21,88        | 13 137      | 17,93       |  |
| Votants        | Votants                     | Votants        | 57 328       | 78,12        | 60 131      | 82,07       |  |
| Blancs et nuls | Blancs et nuls              | Blancs et nuls | 1 220        | 2,13         | 746         | 1,24        |  |
| Exprimés       | Exprimés                    | Exprimés       | 56 108       | 97,87        | 59 385      | 98,76       |  |

Le suppléant de René Feït était Jean-Louis Crestin-Billet, chef d'entreprise, maire de Morez.

### Élections de 1978
| Candidat       | Candidat                | Parti             | Premier tour | Premier tour | Second tour | Second tour |  |
| Candidat       | Candidat                | Parti             | Voix         | %            | Voix        | %           |  |
| -------------- | ----------------------- | ----------------- | ------------ | ------------ | ----------- | ----------- |  |
|                | René Feït sortant réélu | UDF (PR)          | 25 629       | 38,88        | 36 772      | 53,31       |  |
|                | René Colin              | PS                | 15 760       | 23,91        | 32 210      | 46,69       |  |
|                | Henri Auger             | PCF               | 11 692       | 17,74        | Retrait     | Retrait     |  |
|                | Max Jaillet             | RPR               | 6 939        | 10,53        |             |             |  |
|                | Jacques Cuaz            | Divers écologiste | 2 973        | 4,51         |             |             |  |
|                | Évelyne Fouchet         | LO                | 1 874        | 2,84         |             |             |  |
|                | Jacques Chevrier        | MRG               | 1 052        | 1,6          |             |             |  |
|                |                         |                   |              |              |             |             |  |
| Inscrits       | Inscrits                | Inscrits          | 81 642       | 100,00       | 81 575      | 100,00      |  |
| Abstentions    | Abstentions             | Abstentions       | 14 463       | 17,72        | 11 262      | 13,81       |  |
| Votants        | Votants                 | Votants           | 67 179       | 82,28        | 70 313      | 86,19       |  |
| Blancs et nuls | Blancs et nuls          | Blancs et nuls    | 1 260        | 1,88         | 1 331       | 1,89        |  |
| Exprimés       | Exprimés                | Exprimés          | 65 919       | 98,12        | 68 982      | 98,11       |  |

Le suppléant de René Feït était Jean-Louis Crestin-Billet.

### Élections de 1981
| Candidat       | Candidat          | Parti          | Premier tour | Premier tour | Second tour | Second tour |  |
| Candidat       | Candidat          | Parti          | Voix         | %            | Voix        | %           |  |
| -------------- | ----------------- | -------------- | ------------ | ------------ | ----------- | ----------- |  |
|                | René Feït sortant | UDF (PR)       | 21 653       | 38,15        | 30 668      | 47,08       |  |
|                | Alain Brune élu   | PS             | 20 794       | 36,63        | 34 478      | 52,92       |  |
|                | Henri Auger       | PCF            | 7 641        | 13,46        |             |             |  |
|                | Jean Perraudin    | Divers droite  | 6 668        | 11,75        |             |             |  |
|                | Jacques Prudent   | CCA            | 5            | 0,01         |             |             |  |
|                |                   |                |              |              |             |             |  |
| Inscrits       | Inscrits          | Inscrits       | 83 292       | 100,00       | 83 261      | 100,00      |  |
| Abstentions    | Abstentions       | Abstentions    | 25 670       | 30,82        | 17 169      | 20,62       |  |
| Votants        | Votants           | Votants        | 57 622       | 69,18        | 66 092      | 79,38       |  |
| Blancs et nuls | Blancs et nuls    | Blancs et nuls | 861          | 1,49         | 946         | 1,43        |  |
| Exprimés       | Exprimés          | Exprimés       | 56 761       | 98,51        | 65 146      | 98,57       |  |

Le suppléant d'Alain Brune était Jean Meynier, retraité, conseiller municipal de Saint-Claude.

### Élections de 1988
| Candidat       | Candidat                  | Parti             | Premier tour | Premier tour | Second tour | Second tour |  |
| Candidat       | Candidat                  | Parti             | Voix         | %            | Voix        | %           |  |
| -------------- | ------------------------- | ----------------- | ------------ | ------------ | ----------- | ----------- |  |
|                | Alain Brune sortant réélu | PS                | 15 108       | 37,94        | 23 293      | 52,19       |  |
|                | Jacques Pélissard         | RPR (URC)         | 10 750       | 27           | 21 342      | 47,81       |  |
|                | Philippe Chaix            | UDF (CDS)         | 4 538        | 11,4         |             |             |  |
|                | Henri Auger               | PCF               | 3 638        | 9,14         |             |             |  |
|                | Gilles Moriconi           | FN                | 3 262        | 8,19         |             |             |  |
|                | Alain Richard             | Divers écologiste | 2 522        | 6,33         |             |             |  |
|                |                           |                   |              |              |             |             |  |
| Inscrits       | Inscrits                  | Inscrits          | 60 244       | 100,00       | 60 239      | 100,00      |  |
| Abstentions    | Abstentions               | Abstentions       | 19 758       | 32,8         | 14 463      | 24,01       |  |
| Votants        | Votants                   | Votants           | 40 486       | 67,2         | 45 776      | 75,99       |  |
| Blancs et nuls | Blancs et nuls            | Blancs et nuls    | 668          | 1,65         | 1 141       | 2,49        |  |
| Exprimés       | Exprimés                  | Exprimés          | 39 818       | 98,35        | 44 635      | 97,51       |  |

Le suppléant d'Alain Brune était André Bezin, maire de Messia.

### Élections de 1993
| Candidat       | Candidat                | Parti          | Premier tour | Premier tour | Second tour | Second tour |  |
| Candidat       | Candidat                | Parti          | Voix         | %            | Voix        | %           |  |
| -------------- | ----------------------- | -------------- | ------------ | ------------ | ----------- | ----------- |  |
|                | Jacques Pélissard élu   | RPR (UPF)      | 17 394       | 44,4         | 23 324      | 57,55       |  |
|                | Alain Brune sortant     | PS (ADFP)      | 8 853        | 22,6         | 17 203      | 42,45       |  |
|                | Jean-Marie Carrion      | FN             | 3 797        | 9,69         |             |             |  |
|                | Pierre Gasne            | PCF            | 2 226        | 5,68         |             |             |  |
|                | Jacques-Médéric Chevrot | Divers         | 1 871        | 4,78         |             |             |  |
|                | Jacques Lançon          | UÉD            | 1 833        | 4,68         |             |             |  |
|                | Lakdar Benharira        | Les Verts (EÉ) | 1 468        | 3,75         |             |             |  |
|                | Catherine De Guili      | LT-LNÉ         | 670          | 1,71         |             |             |  |
|                | Raoul Chavet            | PT             | 497          | 1,27         |             |             |  |
|                | Louis Prost             | Divers         | 477          | 1,22         |             |             |  |
|                | Jesuvino Caseiro        | UDI            | 87           | 0,22         |             |             |  |
|                |                         |                |              |              |             |             |  |
| Inscrits       | Inscrits                | Inscrits       | 61 251       | 100,00       | 61 196      | 100,00      |  |
| Abstentions    | Abstentions             | Abstentions    | 19 291       | 31,49        | 17 543      | 28,67       |  |
| Votants        | Votants                 | Votants        | 41 960       | 68,51        | 43 653      | 71,33       |  |
| Blancs et nuls | Blancs et nuls          | Blancs et nuls | 2 787        | 6,64         | 3 126       | 7,16        |  |
| Exprimés       | Exprimés                | Exprimés       | 39 173       | 93,36        | 40 527      | 92,84       |  |

Le suppléant de Jacques Pélissard était René Millet, UDF, Premier Vice-Président du Conseil général, maire de Granges-sur-Baume.

### Élections de 1997
| Candidat       | Candidat                        | Parti          | Premier tour | Premier tour | Second tour | Second tour |  |
| Candidat       | Candidat                        | Parti          | Voix         | %            | Voix        | %           |  |
| -------------- | ------------------------------- | -------------- | ------------ | ------------ | ----------- | ----------- |  |
|                | Jacques Pélissard sortant réélu | RPR            | 14 629       | 37,48        | 22 255      | 52,98       |  |
|                | Yves Colmou                     | PS             | 9 954        | 25,5         | 19 751      | 47,02       |  |
|                | Luc Béjean                      | FN             | 5 394        | 13,82        |             |             |  |
|                | Sylviane Pernet                 | PCF            | 3 538        | 9,07         |             |             |  |
|                | Jean-Luc Mayet                  | MÉI            | 1 427        | 3,66         |             |             |  |
|                | Denis Conte                     | LDI (MPF)      | 1 075        | 2,75         |             |             |  |
|                | Dominique Revoy                 | LO             | 1 041        | 2,67         |             |             |  |
|                | Patrick Pierlot                 | AREV           | 856          | 2,19         |             |             |  |
|                | Maurice Girod                   | Divers droite  | 610          | 1,56         |             |             |  |
|                | Noëlle Doridant                 | Divers droite  | 504          | 1,29         |             |             |  |
|                |                                 |                |              |              |             |             |  |
| Inscrits       | Inscrits                        | Inscrits       | 60 470       | 100,00       | 60 465      | 100,00      |  |
| Abstentions    | Abstentions                     | Abstentions    | 18 570       | 30,71        | 15 420      | 25,5        |  |
| Votants        | Votants                         | Votants        | 41 900       | 69,29        | 45 045      | 74,5        |  |
| Blancs et nuls | Blancs et nuls                  | Blancs et nuls | 2 872        | 6,85         | 3 039       | 6,75        |  |
| Exprimés       | Exprimés                        | Exprimés       | 39 028       | 93,15        | 42 006      | 93,25       |  |

Le suppléant de Jacques Pélissard était René Millet.

### Élections de 2002
|                | Jacques Pélissard sortant réélu | UMP            | 20 876 | 50,5   |  |  |  |
|                | Yves Colmou                     | PS             | 11 557 | 27,96  |  |  |  |
|                | Monique Pêcheur                 | FN             | 4 278  | 10,35  |  |  |  |
|                | Sylviane Pernet                 | PCF            | 1 790  | 4,33   |  |  |  |
|                | Jérôme Berthault                | MÉI            | 681    | 1,65   |  |  |  |
|                | Marcelle Guillin                | CPNT           | 539    | 1,3    |  |  |  |
|                | Odile Koller                    | LO             | 503    | 1,22   |  |  |  |
|                | Raymond Villerot                | MNR            | 376    | 0,91   |  |  |  |
|                | Lionel Fournier                 | PT             | 309    | 0,75   |  |  |  |
|                | Michel Vola                     | GÉ             | 307    | 0,74   |  |  |  |
|                | Hervé Aymonin                   | Divers         | 123    | 0,3    |  |  |  |
|                |                                 |                |        |        |  |  |  |
| Inscrits       | Inscrits                        | Inscrits       | 62 709 | 100,00 |  |  |  |
| Abstentions    | Abstentions                     | Abstentions    | 20 399 | 32,53  |  |  |  |
| Votants        | Votants                         | Votants        | 42 310 | 67,47  |  |  |  |
| Blancs et nuls | Blancs et nuls                  | Blancs et nuls | 971    | 2,29   |  |  |  |
| Exprimés       | Exprimés                        | Exprimés       | 41 339 | 97,71  |  |  |  |

Le suppléant de Jacques Pélissard était Gérald Moine, maire de Sainte-Agnès, Président de la Communauté de communes du Sud-Revermont, expert-comptable.

### Élections de 2007
|                | Jacques Pélissard sortant réélu | UMP            | 20 618 | 51,17  |  |  |  |
|                | Francine Benoist                | PS             | 8 759  | 21,74  |  |  |  |
|                | Pascal Bride                    | UDF–MoDem      | 2 762  | 6,85   |  |  |  |
|                | Patrice Bau                     | Les Verts      | 2 170  | 5,39   |  |  |  |
|                | Sylviane Pernet                 | PCF            | 1 589  | 3,94   |  |  |  |
|                | Jean-Pierre Mouget              | FN             | 1 555  | 3,86   |  |  |  |
|                | Marie-Françoise Arpino          | LCR            | 676    | 1,68   |  |  |  |
|                | Dominique Biichle               | MÉI            | 626    | 1,55   |  |  |  |
|                | Jean-Paul Ecard                 | Divers droite  | 420    | 0,78   |  |  |  |
|                | Hervé Krych                     | NC             | 315    | 0,78   |  |  |  |
|                | Odile Koller                    | LO             | 254    | 0,63   |  |  |  |
|                | Jacques Berthault               | PT             | 196    | 0,49   |  |  |  |
|                | Michel Seuret                   | MNR            | 196    | 0,49   |  |  |  |
|                | François Racle                  | Divers         | 160    | 0,4    |  |  |  |
|                |                                 |                |        |        |  |  |  |
| Inscrits       | Inscrits                        | Inscrits       | 64 544 | 100,00 |  |  |  |
| Abstentions    | Abstentions                     | Abstentions    | 23 490 | 36,39  |  |  |  |
| Votants        | Votants                         | Votants        | 41 054 | 63,61  |  |  |  |
| Blancs et nuls | Blancs et nuls                  | Blancs et nuls | 758    | 1,85   |  |  |  |
| Exprimés       | Exprimés                        | Exprimés       | 40 296 | 98,15  |  |  |  |

### Élections de 2012
| Candidat       | Candidat                        | Parti          | Premier tour | Premier tour | Second tour | Second tour |  |
| Candidat       | Candidat                        | Parti          | Voix         | %            | Voix        | %           |  |
| -------------- | ------------------------------- | -------------- | ------------ | ------------ | ----------- | ----------- |  |
|                | Jacques Pélissard sortant réélu | UMP            | 16 718       | 40,91        | 20 912      | 52,14       |  |
|                | Danielle Brulebois              | PS             | 13 459       | 32,94        | 19 193      | 47,86       |  |
|                | Jean-Pierre Mouget              | RBM (FN)       | 4 873        | 11,93        |             |             |  |
|                | Nelly Faton                     | FG (PCF)       | 2 513        | 6,15         |             |             |  |
|                | Patrice Bau                     | EÉLV (MÉI)     | 1 640        | 4,01         |             |             |  |
|                | Cécile Duneufgermain            | DLR            | 446          | 1,09         |             |             |  |
|                | Arnaud Deborne                  | MRC            | 375          | 0,92         |             |             |  |
|                | Sylvie Bourgey                  | AÉI            | 303          | 0,74         |             |             |  |
|                | Aline Carton                    | NPA            | 218          | 0,53         |             |             |  |
|                | Gérard Lacroix                  | Divers         | 208          | 0,51         |             |             |  |
|                | Odile Koller                    | LO             | 108          | 0,26         |             |             |  |
|                |                                 |                |              |              |             |             |  |
| Inscrits       | Inscrits                        | Inscrits       | 65 069       | 100,00       | 65 053      | 100,00      |  |
| Abstentions    | Abstentions                     | Abstentions    | 23 563       | 36,21        | 23 748      | 36,51       |  |
| Votants        | Votants                         | Votants        | 41 506       | 63,79        | 41 305      | 63,49       |  |
| Blancs et nuls | Blancs et nuls                  | Blancs et nuls | 645          | 1,55         | 1 200       | 2,91        |  |
| Exprimés       | Exprimés                        | Exprimés       | 40 861       | 98,45        | 40 105      | 97,09       |  |

### Élections de 2017
Le député sortant Jacques Pélissard ne se représente pas.
La candidate de la République en Marche, Danielle Brulebois, est élue.
|                                                                      |                                                                                              |                           |                           |                          |                          |
|                                                                      |                                                                                              | Premier tour 11 juin 2017 | Premier tour 11 juin 2017 | Second tour 18 juin 2017 | Second tour 18 juin 2017 |
|                                                                      |                                                                                              |                           |                           |                          |                          |
|                                                                      |                                                                                              | Nombre                    | % des inscrits            | Nombre                   | % des inscrits           |
| Inscrits                                                             | Inscrits                                                                                     | 65 429                    | 100,00                    | 65 425                   | 100,00                   |
| Abstentions                                                          | Abstentions                                                                                  | 30 095                    | 46,00                     | 34 590                   | 52,87                    |
| Votants                                                              | Votants                                                                                      | 35 334                    | 54,00                     | 30 835                   | 47,13                    |
|                                                                      |                                                                                              |                           | % des votants             |                          | % des votants            |
| Bulletins blancs                                                     | Bulletins blancs                                                                             | 607                       | 1,72                      | 2 745                    | 8,90                     |
| Bulletins nuls                                                       | Bulletins nuls                                                                               | 214                       | 0,61                      | 1 314                    | 4,26                     |
| Suffrages exprimés                                                   | Suffrages exprimés                                                                           | 34 513                    | 97,68                     | 26 776                   | 86,84                    |
|                                                                      |                                                                                              |                           |                           |                          |                          |
| Candidat Étiquette politique (partis et alliances)                   | Candidat Étiquette politique (partis et alliances)                                           | Voix                      | % des exprimés            | Voix                     | % des exprimés           |
|                                                                      |                                                                                              |                           |                           |                          |                          |
|                                                                      | Danielle Brulebois La République en marche                                                   | 12 266                    | 35,54                     | 15 498                   | 57,88                    |
|                                                                      | Cyrille Brero Les Républicains (Union des démocrates et indépendants)                        | 6 120                     | 17,73                     | 11 278                   | 42,12                    |
|                                                                      | Gabriel Amard La France insoumise                                                            | 4 906                     | 14,21                     |                          |                          |
|                                                                      | Jean-Paul Ecard Front national                                                               | 4 274                     | 12,38                     |                          |                          |
|                                                                      | Marc-Henri Duvernet Parti socialiste (Europe Écologie Les Verts - Parti communiste français) | 3 596                     | 10,42                     |                          |                          |
|                                                                      | Gilles Moriconi Debout la France                                                             | 1 213                     | 3,51                      |                          |                          |
|                                                                      | Benjamin Marraud Des Grottes Les Républicains diss.                                          | 1 011                     | 2,93                      |                          |                          |
|                                                                      | Gérard Dobelli Écologiste (Mouvement 100 %)                                                  | 526                       | 1,52                      |                          |                          |
|                                                                      | Johanne Morel Lutte ouvrière                                                                 | 235                       | 0,68                      |                          |                          |
|                                                                      | Ramazan Ipek Parti égalité et justice                                                        | 186                       | 0,54                      |                          |                          |
|                                                                      | Alain Janniaux Union populaire républicaine                                                  | 180                       | 0,52                      |                          |                          |
|                                                                      | Michel Lapierre Divers droite                                                                | 0                         | 0,00                      |                          |                          |
| Source : Ministère de l'Intérieur - Première circonscription du Jura |                                                                                              |                           |                           |                          |                          |

### Élections de 2022
| Résultats des élections législatives des 12 et 19 juin 2022 de la 1re circonscription du Jura |                              |                          |                          |              |              |             |             |
| Candidat                                                                                      | Candidat                     | Parti et coalition       | Nuance                   | Premier tour | Premier tour | Second tour | Second tour |
| Candidat                                                                                      | Candidat                     | Parti et coalition       | Nuance                   | Voix         | %            | Voix        | %           |
|                                                                                               | Danielle Brulebois           | LREM (ENS)               | ENS                      | 12 247       | 36,74        | 16 833      | 56,22       |
|                                                                                               | Anthony Brondel              | LFI (NUPES)              | NUP                      | 9 467        | 28,40        | 13 108      | 43,78       |
|                                                                                               | Thomas Bouhali               | RN                       | RN                       | 7 300        | 21,90        |             |             |
|                                                                                               | Benjamin Marraud des Grottes | LR (UDC)                 | LR                       | 2 556        | 7,67         |             |             |
|                                                                                               | Thierry Perret               | REC                      | REC                      | 1 203        | 3,61         |             |             |
|                                                                                               | Johanne Morel                | LO                       | DXG                      | 565          | 1,69         |             |             |
| Votes valides                                                                                 | Votes valides                | Votes valides            | Votes valides            | 33 338       | 97,27        | 29 941      | 91,10       |
| Votes blancs                                                                                  | Votes blancs                 | Votes blancs             | Votes blancs             | 606          | 1,77         | 1 964       | 5,98        |
| Votes nuls                                                                                    | Votes nuls                   | Votes nuls               | Votes nuls               | 329          | 0,96         | 961         | 2,92        |
| Total                                                                                         | Total                        | Total                    | Total                    | 34 273       | 100          | 32 866      | 100         |
| Abstention                                                                                    | Abstention                   | Abstention               | Abstention               | 30 743       | 47,29        | 32 166      | 49,46       |
| Inscrits / participation                                                                      | Inscrits / participation     | Inscrits / participation | Inscrits / participation | 65 016       | 52,71        | 65 032      | 50,54       |

### Élections de 2024
| Résultats des élections législatives des 30 juin et 7 juillet 2024 de la 1re circonscription du Jura |                     |                    |              |              |              |             |             |
| Candidat                                                                                             | Candidat            | Parti et coalition | Nuance       | Premier tour | Premier tour | Second tour | Second tour |
| Candidat                                                                                             | Candidat            | Parti et coalition | Nuance       | Voix         | %            | Voix        | %           |
| | Valérie Graby       | RN                 | RN           | 17 517       | 39,03        | 19 050      | 43,15       |
| | Danielle Brulebois* | RE (ENS)           | ENS          | 16 231       | 36,16        | 25 097      | 56,85       |
| | Anthony Brondel     | LFI (NFP)          | NFP          | 10 350       | 23,06        |             | retrait     |
| | Johanne Morel       | LO                 | EXG          | 786          | 1,75         |             | Éliminée    |
| Votes valides                                                                                        |                     |                    |              |              |              |             |             |
| Votes blancs                                                                                         | Votes blancs        | Votes blancs       | Votes blancs |              |              | 1 952       | 4,17        |
| Votes nuls                                                                                           | Votes nuls          | Votes nuls         | Votes nuls   |              |              | 674         | 1,44        |
| Total                                                                                                | Total               | Total              | Total        |              | 100          |             | 100         |
| Abstention                                                                                           |                     |                    |              |              |              |             |             |
| Inscrits / participation                                                                             |                     |                    |              |              |              |             |             |

#### Département du Jura
- La fiche de l'INSEE de cette circonscription : « Tableaux et Analyses de la première circonscription du Jura », sur insee.fr, site de l'Institut national de la statistique et des études économiques (consulté le 10 juin 2007) [PDF]

- « Tous les députés du département du Jura depuis 1789 » [archive du 30 septembre 2007], sur assemblee-nationale.fr, site de l'Assemblée nationale française (consulté le 10 juin 2007)

- « Informations contentieuses sur le département du Jura (Élections législatives de 2002) »(Archive.org • Wikiwix • Archive.is • Google • Que faire ?), sur conseil-constitutionnel.fr, site du Conseil constitutionnel (consulté le 13 juin 2007)

#### Circonscriptions en France
- « Carte des circonscriptions législatives en France », sur assemblee-nationale.fr, site de l'Assemblée nationale française (consulté le 10 juin 2007)

- « Résultats électoraux officiels en France »(Archive.org • Wikiwix • Archive.is • Google • Que faire ?), sur interieur.gouv.fr, site du ministère de l'Intérieur (France) (consulté le 13 juin 2007)

- Description et Atlas des circonscriptions électorales de France sur http://www.atlaspol.com, Atlaspol, site de cartographie géopolitique, consulté le 13 juin 2007.